# Porcupine
Porcupine – rzeka w USA i Kanadzie o długości 800 km oraz powierzchni dorzecza 78 000 km².
Źródła rzeki znajdują się w Górach Mackenzie, a uchodzi ona do rzeki Jukon.
Rzeka Porcupine zamarza na okres ok. 8 miesięcy.